# Isidor Isaac Rabi
Isidor Isaac Rabi (Rymanów, 29 de julho de 1898 — Nova Iorque, 11 de janeiro de 1988) foi um físico estadunidense. Recebeu o Nobel de Física de 1944, pelo método de registro de propriedades de ressonância magnética de núcleos atômicos. Também participou no desenvolvimento da cavidade de magnetron, o qual é utilizado em radares e fornos de microondas.

## Vida
Nascido em uma família judaica polonesa tradicional em Rymanów, na Galícia, Rabi veio para os Estados Unidos ainda bebê e foi criado no Lower East Side de Nova York. Ele entrou na Universidade Cornell como estudante de engenharia elétrica em 1916, mas logo mudou para química. Mais tarde, ele se interessou pela física . Ele continuou seus estudos na Universidade Columbia, onde obteve seu doutorado por uma tese sobre a suscetibilidade magnética de certos cristais. Em 1927, foi para a Europa, onde conheceu e trabalhou com muitos dos melhores físicos da época.
Em 1929, Rabi retornou aos Estados Unidos, onde a Columbia lhe ofereceu um cargo de professor. Em colaboração com Gregory Breit, ele desenvolveu a equação Breit-Rabi e previu que o experimento de Stern-Gerlach poderia ser modificado para confirmar as propriedades do núcleo atômico. Suas técnicas para usar a ressonância magnética nuclear para discernir o momento magnético e o spin nuclear dos átomos lhe renderam o Prêmio Nobel de Física em 1944. A ressonância magnética nuclear tornou-se uma ferramenta importante para a física e química nuclear, e o subsequente desenvolvimento da ressonância magnética também o tornou importante para o campo da medicina.

Durante a Segunda Guerra Mundial, ele trabalhou em radar no Laboratório de Radiação do Instituto de Tecnologia de Massachusetts (MIT) (RadLab) e no Projeto Manhattan. Após a guerra, ele serviu no Comitê Consultivo Geral (GAC) da Comissão de Energia Atômica, e foi presidente de 1952 a 1956. Ele também atuou nos Comitês Consultivos Científicos (SACs) do Escritório de Mobilização de Defesa e Pesquisa Balística do Exército Laboratório, e foi Conselheiro Científico do Presidente Dwight D. Eisenhower. Ele esteve envolvido com o estabelecimento do Laboratório Nacional de Brookhavenem 1946, e mais tarde, como delegado dos Estados Unidos na UNESCO, com a criação do CERN em 1952. Quando a Columbia criou o posto de Professor Universitário em 1964, Rabi foi o primeiro a receber esse cargo. Uma cadeira especial foi nomeada em sua homenagem em 1985. Ele se aposentou do ensino em 1967, mas permaneceu ativo no departamento e manteve o título de Professor Universitário Emérito e Conferencista Especial até sua morte.

## Livros
- Rabi, Isidor Isaac (1960). My Life and Times as a Physicist. Claremont, California: Claremont College. OCLC 1071412
- Rabi, Isidor Isaac (1970). Science: The Center of Culture. New York: World Publishing Co. OCLC 74630
- Rabi, Isidor Isaac; Serber, Robert; Weisskopf, Victor F.; Pais, Abraham; Seaborg, Glenn T. (1969). Oppenheimer: The Story of One of the Most Remarkable Personalities of the 20th Century. [S.l.]: Scribner's. OCLC 223176672